# Zentrum für demografische Genetik der Akademie der Wissenschaften und Künste von Bosnien und Herzegowina
Das Zentrum für demografische Genetik der Akademie der Wissenschaften und Künste von Bosnien und Herzegowina (abgekürzt CDG-ANUBiH) wurde am 15. Juli 2020 durch den Beschluss Nr. 1-01-1-246-6/20 auf formellen Vorschlag des Instituts für Natur- und Mathematikwissenschaften gegründet. Die Gründung vertrat ein größerer Kreis interessierter Institutionen und Einzelpersonen aus dem Gebiet der MINT-Wissenschaften.

## Tätigkeiten
Nach der erfolgreichen Umsetzung des ersten strategischen Ziels von ANUBiH in der Entwicklung der genetischen und biotechnologischen Forschung in Bosnien und Herzegowina, beziehungsweise des sozialen Ziels VI des Makroprojekts (Arbeitstitel: "Gentechnik und Biotechnologie"), einschließlich angemessener menschlicher und infrastruktureller Unterstützung, initiiert ANUBiH die Institutionalisierung der populationsgenetischen Forschung. Ein solcher Bedarf basiert auf den Ergebnissen bereits etablierter Forschungen in der Genetik der Bevölkerung von Bosnien und Herzegowina sowie auf der Tatsache, dass Genetiker in Bosnien und Herzegowina auf diesem Gebiet in Bezug auf Umfang, Qualität und Vielfalt der Ansätze zur lokalen demografischen Genetik bereits weit fortgeschritten sind.
Dank größtenteils individueller und weniger organisierter institutioneller Forschungen ist die genetische Struktur der lokalen Bevölkerung in Bosnien und Herzegowina besser bekannt als die der Bevölkerung anderer Länder in der Region. Dies gilt auch für die Kenntnis der genetischen Struktur repräsentativer Metapopulationsproben. In Bosnien und Herzegowina wurden mögliche Faktoren für die genetische Differenzierung lokaler Bevölkerungsgruppen untersucht, und Forscher in Bosnien und Herzegowina arbeiteten auch an der demografischen und genetischen Forschung der heutigen Nachbarländer Montenegro, Kroatien, Slowenien und Serbien, einschließlich Kosovo und Vojvodina.
Die demografische und genetische Erforschung der entsprechenden Bevölkerungsstruktur in Bosnien und Herzegowina hat eine relativ lange Geschichte, basierend auf der Arbeit österreichischer Militärärzte (Augustin Weisbach, Heinrich Himmel und ihrer Mitarbeiter), die sorgfältige österreichisch-ungarische Rekrutierungskommissionen in ganz Bosnien und Herzegowina leiteten und anschließend relevante Daten veröffentlichten in (und heute) der berühmten Zeitschrift Mitteilungen der Anthropologischen Gesellschaft in Wien (MAGW). Danach folgt ein langer Zeitraum, in dem sporadische Daten zur Häufigkeit von Blutgruppen mehrerer Antigensysteme veröffentlicht wurden. Die Forschungsdynamik in diesem Bereich begann Ende der 1960er Jahre, angefangen mit Informationen über die Phänogenotypstruktur unserer Bevölkerung nach einzelnen Merkmalen, weiterhin wurde die Untersuchung der genetischen Distanz und Ähnlichkeit lokaler Populationen angesichts ausgewählter morphologischer, biochemischer und physiologischer Erbmerkmale untersucht bis hin zur komplexen molekulargenetischen Forschung in jüngster Zeit Epoche.
Das Konzept des neu eingerichteten Zentrums basiert auf einem interdisziplinären und polyvalenten Ansatz, der verwandte wissenschaftliche Bereiche umfasst, wie Populationsgenetik, Anthropologie, Linguistik, Medizin, Archäologie, Ethnologie, Geschichte, Körperkultur und Sport.
Die Hauptabsicht des neu gegründeten Zentrums besteht darin, menschliche und infrastrukturelle Potenziale in die Erforschung der genetischen Merkmale der Bevölkerung von Bosnien und Herzegowina aus der Antike, dem Mittelalter und der jüngeren Zeit einzubeziehen, um deren räumliche und zeitliche Veränderungen vorherzusagen.

## Hauptrichtungen und Handlungsziele
- Integration geeigneter menschlicher und infrastruktureller Potenziale in den jeweiligen Bereich;
- Einrichtung einer Datenbank über genetische Merkmale der Bevölkerung von Bosnien und Herzegowina;
- DNA-Analyse und Charakterisierung antiker, mittelalterlicher und neuerer Proben;
- Analyse der Vergangenheit und Vorhersage möglicher Veränderungen der genetischen Zusammensetzung der Bevölkerung.

## Grundlegende Arbeitseinheiten / Forschungsteams
Bereiche
- Populationsgenetik
- Demographie – Ethnologie
- Biostatistik – Bioinformatik

## Forscher und Mitarbeiter

### Akademie
- Sreten Govedarica,
- Rifat Hadžiselimović,
- Senahid Halilović,
- Dina Masnik und
- Sabina Vejzagić

### Extern
- Adisa Ahmić, Universität Tuzla
- Kasim Bajrović, INGEB, Universität  Sarajevo (UNSA)
- Edin Bujak, Philosophische Fakultät in Sarajevo, UNSA
- Adnan Busuladžić, Philosophische Fakultät in Sarajevo, UNSA
- Nedim Čović, Fakultät für Sport und Leibeserziehung, UNSA
- Mirela Džehverović, INGEB, UNSA
- Jasmina Hindija Čakar, INGEB, UNSA
- Jasminka H. Halilović, Universität Bezirk Brčko
- Abdurahim Kalajdžić,  INGEB, UNSA
- Samim Konjicija ETF, UNSA
- Lejla Lasić,  INGEB, UNSA
- Damir Marjanović, Universität Burch, Sarajevo
- Aida Pilav, Kantonales Institut für öffentliche Gesundheit
- Amela Pilav,  INGEB, UNSA
- Lejla Pojskić,  INGEB, UNSA
- Naris Pojskić, INGEB, UNSA
- Pavao Rudan, HAZU, Zagreb
- Aida Sarač Hadžihalilović, Medizinische Fakultät in Sarajevo
- Muriz Spahić, Fakultät für Naturwissenschaften in Sarajevo, UNSA.
- Senad Šljuka, Fakultät für Naturwissenschaften in Sarajevo, UNSA
- Gazmend Temaj, College UBT Fakultät für Medizin und Pharmazie, Pristina
- Nexhibe Nuhii, Professor (Assistent) an der Staatlichen Universität Tetovo
- Gaj Trifković, Zentrum für Menschenrechte, UNSA
- Maruška Vidovič, Nationales Institut für öffentliche Gesundheit  (NIJZ), Ljubljana